# Streymoy

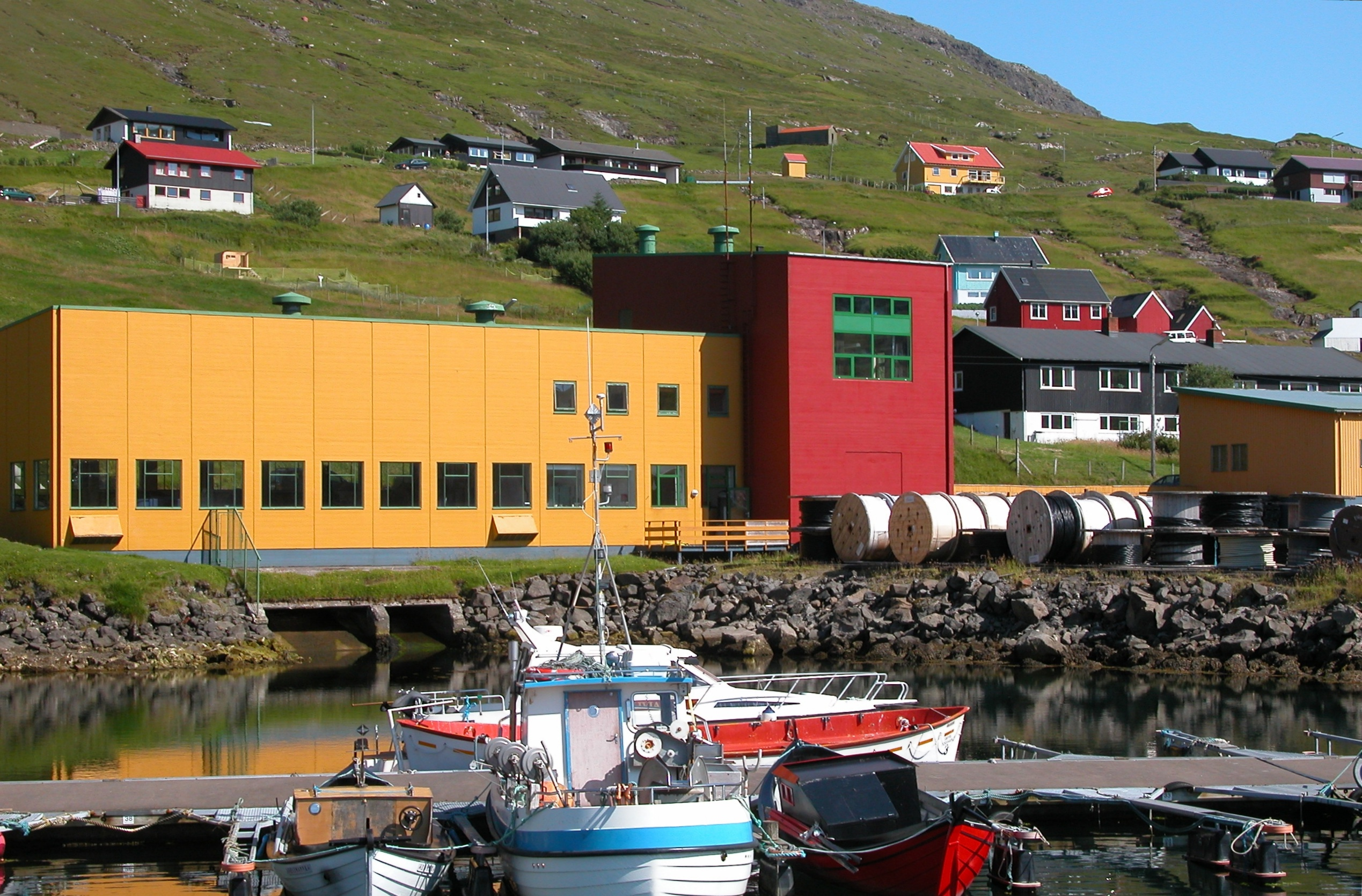

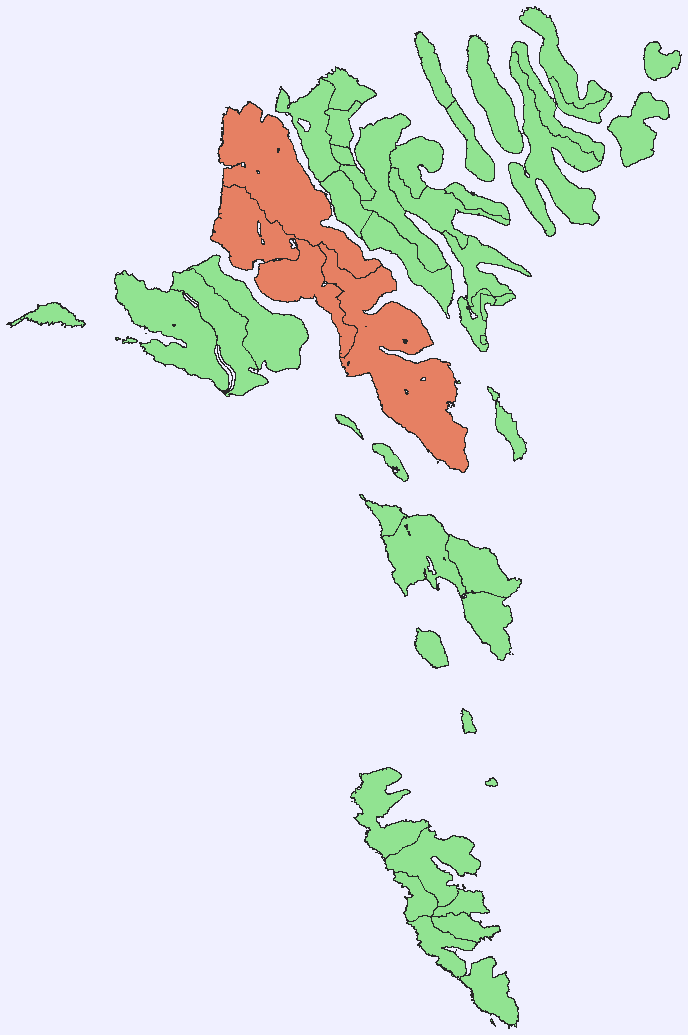
Localização de Streymoy

Streymoy é a maior e mais populosa ilha das Ilhas Faroés. A capital, Tórshavn, localiza-se nesta ilha.  Streymoy significa a "ilha das correntes".

## Geografia
A ilha possui uma forma oblonga e estende-se entre noroeste e sudeste por 47 km, com uma largura de cerca de 10 km. Existem dois fiordes consideravelmente interiores na parte sudeste da ilha: o Kollafjørður e o Kaldbaksfjørður. A ilha é montanhosa, em especial no noroeste, tendo o seu ponto mais alto no pico Kopsenni, com 789 m de altura. Essa zona é dominada por falésias de 500 m de altura.

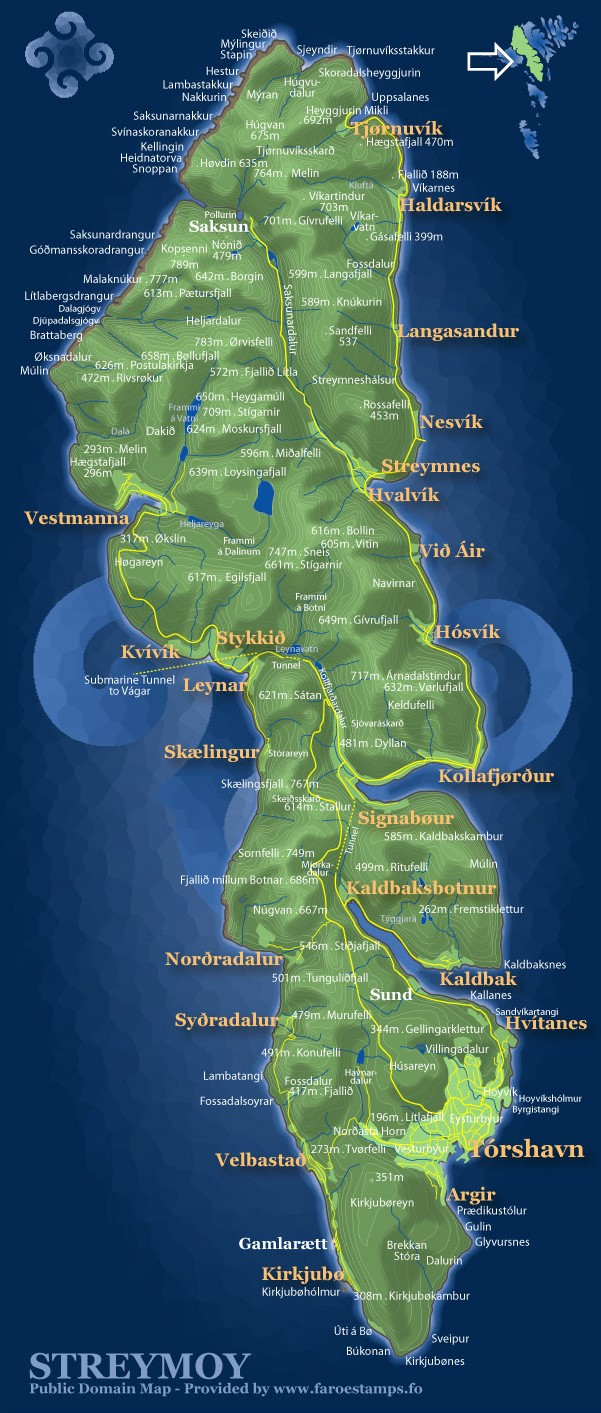
Mapa de Streymoy

Tal como as restantes Ilhas Faroés, possui diversos cursos de água e lagos pequenos. A vegetação dominante é a relva, sem árvores.
Streymoy encontra-se separada da vizinha Eysturoy, a segunda maior ilha do arquipélago, por um estreito, a leste. A oeste, situa-se a ilha de Vágar e a sul a ilha de Sandoy. Existem ainda três outras pequenas ilhas, situadas na faixa sul de Streymoy: Koltur, Hestur e Nólsoy.

## População
A ilha é habitada por cerca de 21.000 pessoas, representando mais de 40% da população total do arquipélago. A maioria reside na capital Tórshavn, que possui uma população de cerca de 15.000 pessoas. Para além de albergar o governo, é também o porto principal, a sede da universidade e o coração do comércio das ilhas.

## Povoações
Outras povoações importantes desta ilha são: Vestmanna, antigo porto de batéis de travessia, a oeste, Kollafjørður, no centro e as pitorescas Saksun e Tjørnuvík, no norte.
De um ponto de vista histórico, Kirkjubøur, perto do extremo sul da ilha, é muito importante, uma vez que foi um centro episcopal na Idade Média.

## Transportes

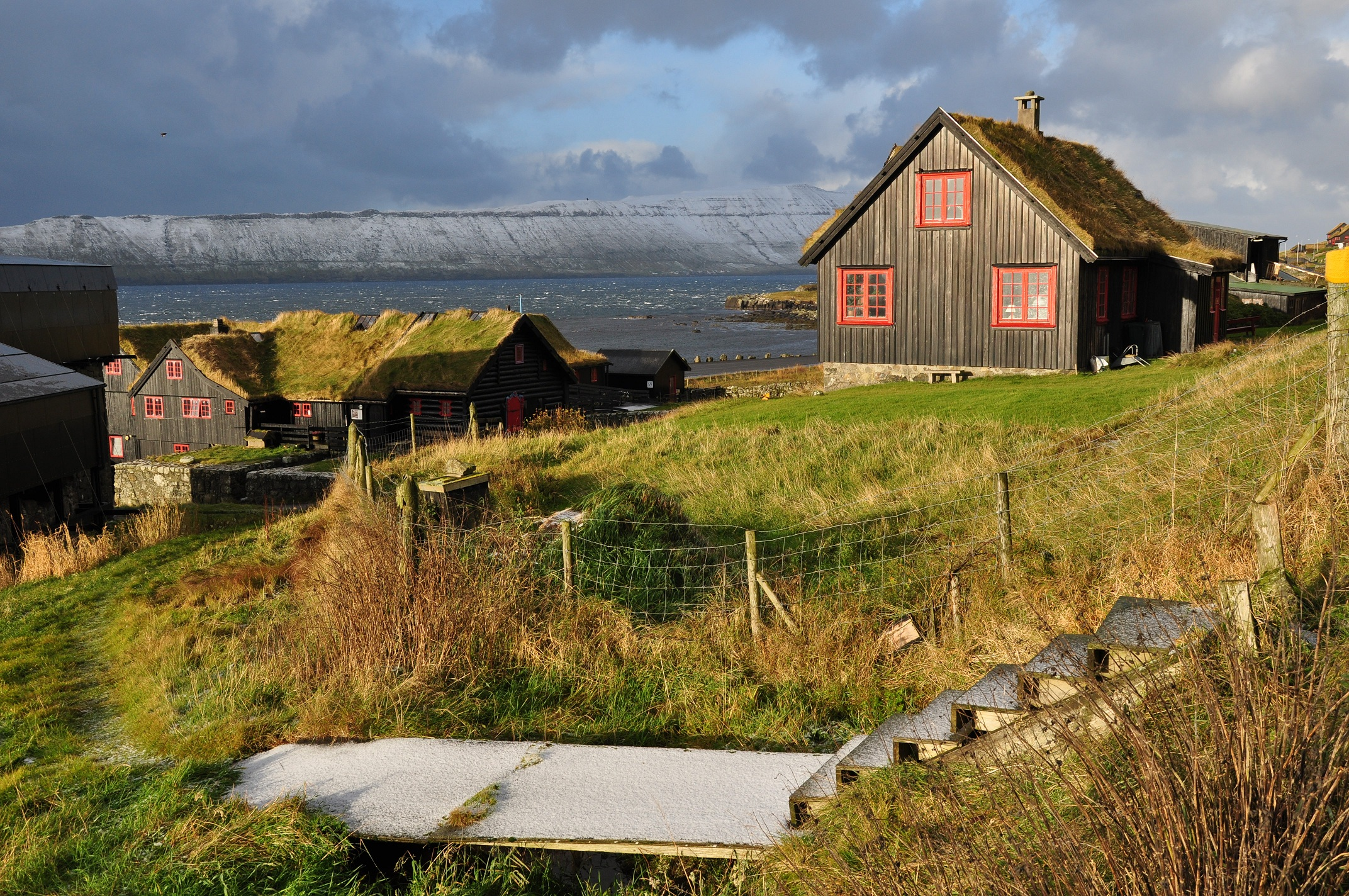
Fazendas antigas em Kirkjubøur

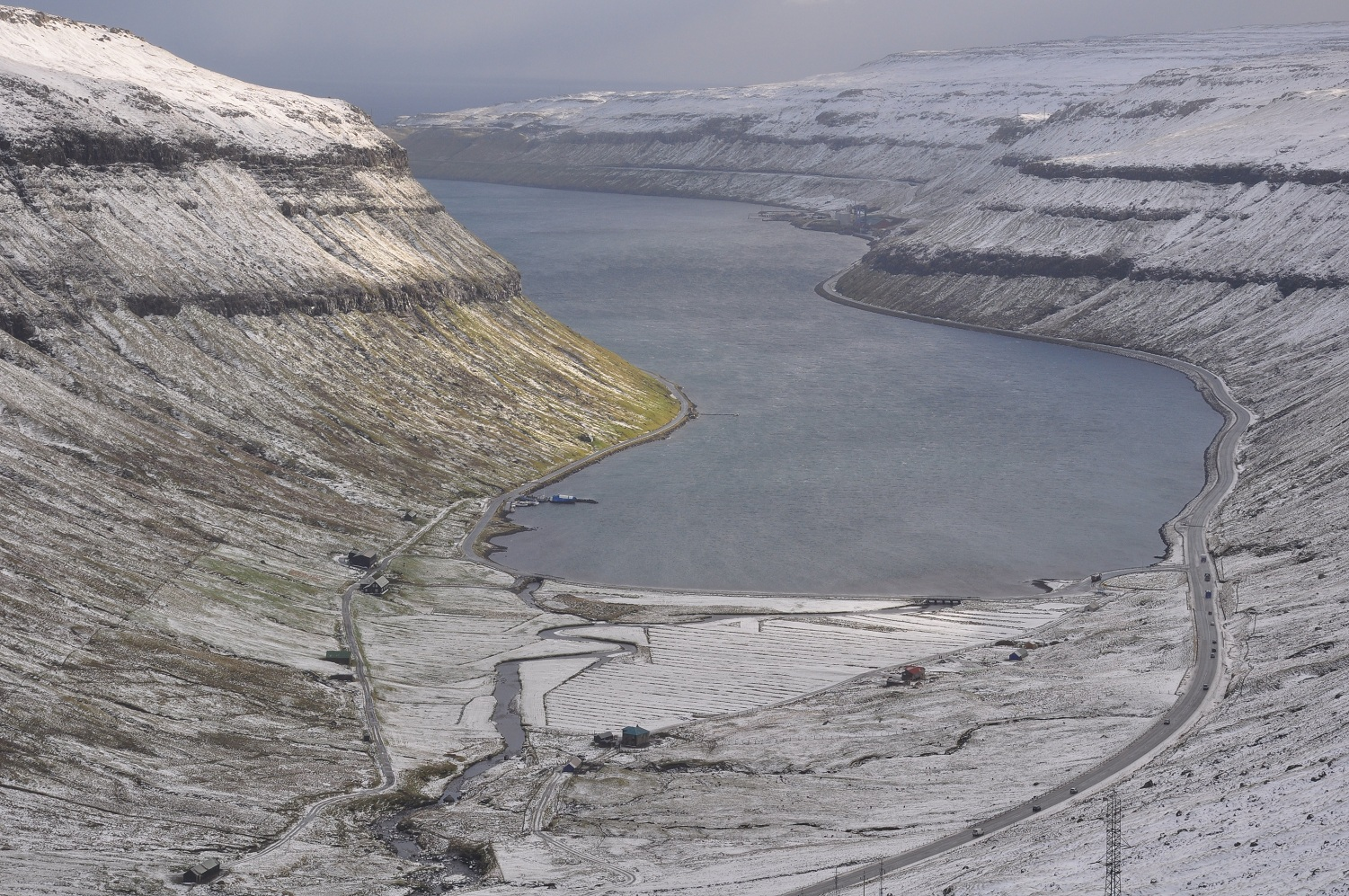
Kaldbaksbotnur em Streymoy, no Inverno

Todas as povoações estão ligadas por estradas alcatroadas. A estrada principal de entrada para Tórshavn atravessa um túnel de 2,8 km de extensão. A ligação à ilha de Eysturoy é efectuada por uma ponte. Desde 2002, existe um túnel submarino de 4 km, ligando Streymoy a Vágar, completando assim as ligações por estradas das três ilhas principais.
Streymoy está ligada por barcos regulares às ilhas de Sandoy e Suðuroy. No Verão, existem ligações especiais de Tórshavn a Hanstholm na Dinamarca, Lerwick na Escócia, Bergen na Noruega e Seyðisfjörður na Islândia. O aeroporto mais próximo situa-se na ilha de Vágar.

## Atracções
Streymoy possui diversos trilhos para caminhadas pela natureza. Por toda a ilha existem bons caminhos, com marcações, de forma a que o visitante não se perca nas montanhas. Existem visitas guiadas de autocarro por diversas povoações de Streymoy. Estão ainda disponíveis viagens de barco para observação de aves e de pontos de interesse na costa.
E sem falar na beleza e na tranquilidade lugar.